# Famenin
Fāmenīn (farsi فامنین) è una città dello shahrestān di Famenin, circoscrizione Centrale, nella provincia di Hamadan. Aveva, nel 2006, una popolazione di 14.019 abitanti. Si trova a nord-est della città di Hamadan.